# Haus Wolfseck

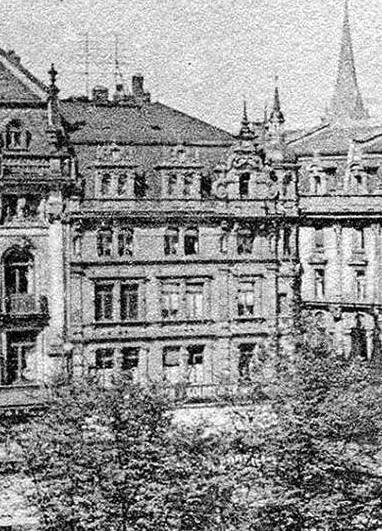
Haus Wolfseck (Ausschnitt aus einer Postkarte, um 1910)

Das Haus Wolfseck an der Ecke Schillerplatz und Große Eschenheimer Straße in Frankfurt am Main wurde 1884 nach Entwürfen des Architekten Adolf Haenle erbaut. Das Haus wurde im Volksmund nach dem Cafetier Jean Wolff benannt, der dort in den 1870er Jahren das Café Schiller betrieb. Zusammen mit dem gegenüberliegenden Haus Fratzeneck prägte das Wolfseck den Eingang von der Hauptwache und der Zeil zur Großen Eschenheimer Straße. Das  Wolfseck wurde 1944 bei den Luftangriffen auf Frankfurt am Main zerstört und 1954 durch einen Neubau mit deutlich kleinerer Kubatur ersetzt.

## Architektur und Ausstattung
Das fünfgeschossige Wohn- und Geschäftshaus wurde fast gleichzeitig mit dem Bavariahaus im Jahre 1884 im Stil der Neorenaissance erbaut. Links schloss das Alemanniahaus an. Die Entwürfe lieferte Adolf Haenle, Chefarchitekt des Frankfurter Bauunternehmens Philipp Holzmann. Das Haus hatte einen mehrgeschossigen Eckerker, der von einer Haube gekrönt wurde. Die Fassade bestand aus rotem Mainsandstein, die Blendsteine waren in Gelbem Schilf-Sandstein ausgeführt. Der Grundriss war ein „Beispiel äußerster Raumausnutzung“.

## Geschichte
Die Geschichte des Hauses lässt sich bis in das 14. Jahrhundert urkundlich belegen. 1333 gestattete Kaiser Ludwig der Bayer der Reichsstadt Frankfurt die Anlage einer befestigten Neustadt außerhalb der bisherigen Stadtmauern. In der frühen Neuzeit war es ein Gasthof, der im 18. Jahrhundert vorübergehend in ein Wohn- und Geschäftshaus umgewandelt wurde. Zur Ostermesse sowie nochmals zur Herbstmesse 1628 gastierten hier die Churfürstlich sächsischen Hofkomödianten, eine damals berühmte englische Theaterkompanie unter Leitung von Johann Grün (John Green). Dabei ließen sie „etzliche neue denkwürdige Comödien und Tragödien agieren“, wahrscheinlich Dramen von Shakespeare, darunter Hamlet, dessen erste Frankfurter Aufführung in hochdeutscher Sprache laut einem verlorengegangenen Theaterzettel 1628 oder 1630 stattgefunden haben soll. In den 1750er Jahren führte hier das von Georg Philipp Telemann begründete Collegium musicum unter Leitung von Kapellmeister Johann Heinrich Steffan öffentliche Konzerte auf. Während seines ersten längeren Frankfurter Aufenthaltes wohnte hier der Schriftsteller und Journalist Karl Gutzkow. 1837 eröffnete der Gastronom Leonhard Georg Fay in dem Haus 1837 erneut einen Gasthof, der für seine Bälle und Tanzvergnügen bekannt war. In dem großen und aufwändig gestalteten Fest- und Ballsaal des mit dem alten Alemannia verbundenen Gasthofes fanden in den Revolutionsjahren 1848 und 1849 zahlreiche politische Veranstaltungen statt. Nachdem der Gasthof geschlossen 1862 wurde, betrieb der Cafetier Jean Wolff dort in den 1870er Jahren das Café Schiller. 
Die Brüder Wilhelm und Richard Holz, Inhaber der Zigarrenhandlung G. M. Holz, erwarben 1882 das Haus und ließen es 1883 abreißen. 1884 wurde der Neubau fertiggestellt. Ab 1885 war im Haus neben der Holz’schen Zigarrenhandlung auch eine Weinhandlung zu finden. Es war eine Filiale der Continental Bodega Company, eines Spezialgeschäfts für portugiesische und spanische Weine.
Nach der Zerstörung bei den Luftangriffen auf Frankfurt am Main 1944 wurde die Ruine des Wolfseck zusammen mit den Überresten des benachbarten Alemanniahauses und des Bavariahauses 1953 abgerissen. 1954 ließ der amerikanische Investor G. R. Dobbs einen Neubau errichten. Dabei wurde die Fassade zur Großen Eschenheimer Straße auf der gesamten Frontlänge von 25 Metern um sieben Meter zurückversetzt, um die Straße für den Autoverkehr zu verbreitern. Die Fassade zur Hauptwache fiel nun mit nur noch fünf Metern ausgesprochen schmal aus. Auch zur Hauptwache hin wurde die Fluchtlinie der Neubauten um sechs Meter zurückversetzt, so dass der Neubau nicht die imponierenden Ausmaße des alten Wolfseck erhielt. 1954 wurde der Neubau bezogen. Zu den Nutzern gehörten ein Zigarrenladen, eine Parfümerie, ein Friseur, ein Kaffeegeschäft und das Sportgeschäft Pröstler.